# Revolution Studios
Revolution Studios was een Amerikaans filmbedrijf, opgericht in 2000 door Joe Roth, voormalig voorzitter van Walt Disney Studios en Twentieth Century Fox. Het bedrijf produceerde films als xXx, Mona Lisa Smile, Hellboy, Black Hawk Down, Click en Next.
Revolution was strategisch partner van Sony Pictures, dat de films die zijn geproduceerd door Revolution wereldwijd distribueerde in bioscopen en op dvd. Revolution had eveneens contracten met Fox Entertainment Group en Starz Encore Group. Starz bezit de uitzendrechten van de films voor zijn betaaltelevisiestations via Sony Pictures Television en Debmar-Mercury, en Fox heeft de uitzendrechten voor zijn (onbetaalde) televisiezenders. Om de zoveel jaar gingen de rechten weer terug naar Revolution, waarna die weer kan bepalen wie de films dan weer mag distribueren.
Revolution Studios was een privaat bedrijf. Aandeelhouders zijn naast Roth ook Todd Garner, Rob Moore, Tom Sherak en Elaine Goldsmith-Thomas, en daarnaast Sony Pictures, Starz Encore Group en 20th Century Fox.
In oktober 2007 stopte het bedrijf nadat het contract met Sony werd ontbonden.

## Lijst van films
Lijst van films geproduceerd door Revolution Studios:
- Punch-Drunk Love
- 13 Going on 30
- The Forgotten
- The Animal
- Darkness Falls
- Anger Management
- Daddy Day Care
- Hollywood Homicide
- Christmas with the Kranks
- Gigli
- xXx
- Peter Pan
- Hellboy
- Mona Lisa Smile
- Rent
- America's Sweethearts
- Maid in Manhattan
- Rocky Balboa
- The One
- The Fog
- Black Hawk Down
- Man of the House
- The Master of Disguise
- The New Guy
- Tears of the Sun
- XXX: State of the Union
- The Benchwarmers
- Click
- Little Man
- Zoom
- Perfect Stranger
- Across the Universe
- The Water Horse
- Stealing Harvard
- Next
- The Prize Winner of Defiance, Ohio
- Are We Done Yet?
- Daddy Day Camp
- The Brothers Solomon
- White Chicks
- The Missing
- Little Black Book
- Are We There Yet?
- An Unfinished Life